# Червонец (Сеятель)
Золотой червонец, называемый иногда «Сеятелем» — золотая монета, отчеканенная в СССР в 1923 году. В 1975—1982 годах Госбанк СССР выпустил монеты, которые сохранили внешний облик монеты образца 1923 года, но с изменёнными датами. Действующая инвестиционная монета Банка России с номиналом 10 рублей. По содержанию золота соответствует современной монете «Георгий Победоносец» 50 руб.

## Описание
Аверс: в центре содержит обрамленный круговой незамкнутой линией и виньеткой снизу герб РСФСР: окружённый венком из хлебных колосьев щит-картуш с перекрещенными на нём серпом и молотом на фоне солнечных лучей. В виньетке под гербом надпись: Р. С. Ф. С. Р. Вдоль канта, с внешней стороны круговой незамкнутой линии надпись: ПРОЛЕТАРИИ ВСЕХ СТРАН, СОЕДИНѦЙТЕСЬ! Кант по всей окружности аверса украшен точечным орнаментом.
Реверс: содержит изображение крестьянина-сеятеля на фоне плуга, восходящего солнца и заводов. Над фигурой крестьянина-сеятеля надпись: ОДИН ЧЕРВОНЕЦ. Снизу слева – год чеканки монеты. Кант по всей окружности также украшен точечным орнаментом.
Гурт: вдавленная надпись (по годам выпуска): 1923 — 1 ЗОЛОТНИК 78,24 ДОЛИ ЧИСТОГО ЗОЛОТА (П.Л.), 1925 — ЧИСТОГО ЗОЛОТА 7,74234 ГРАММА (П.Л.), 1975—1976 — 1 ЗОЛОТНИК 78,24 ДОЛИ ЧИСТАГО ЗОЛОТА, 1977—1982 — 1 ЗОЛОТНИК 78,24 ДОЛИ ЧИСТОГО ЗОЛОТА (М.М.Д.) или 1 ЗОЛОТНИК 78,24 ДОЛИ ЧИСТОГО ЗОЛОТА (Л.М.Д.).
Номинал: 1 червонец. Металл и проба: золото-900. Масса общая: 8,603 (±0,08) г. Содержание химически чистого золота: не менее 7,742 г. Диаметр: 22,60 (+0,10 −0,15) мм. Толщина: 1,70 (+0,05 −0,15) мм.

## История монеты

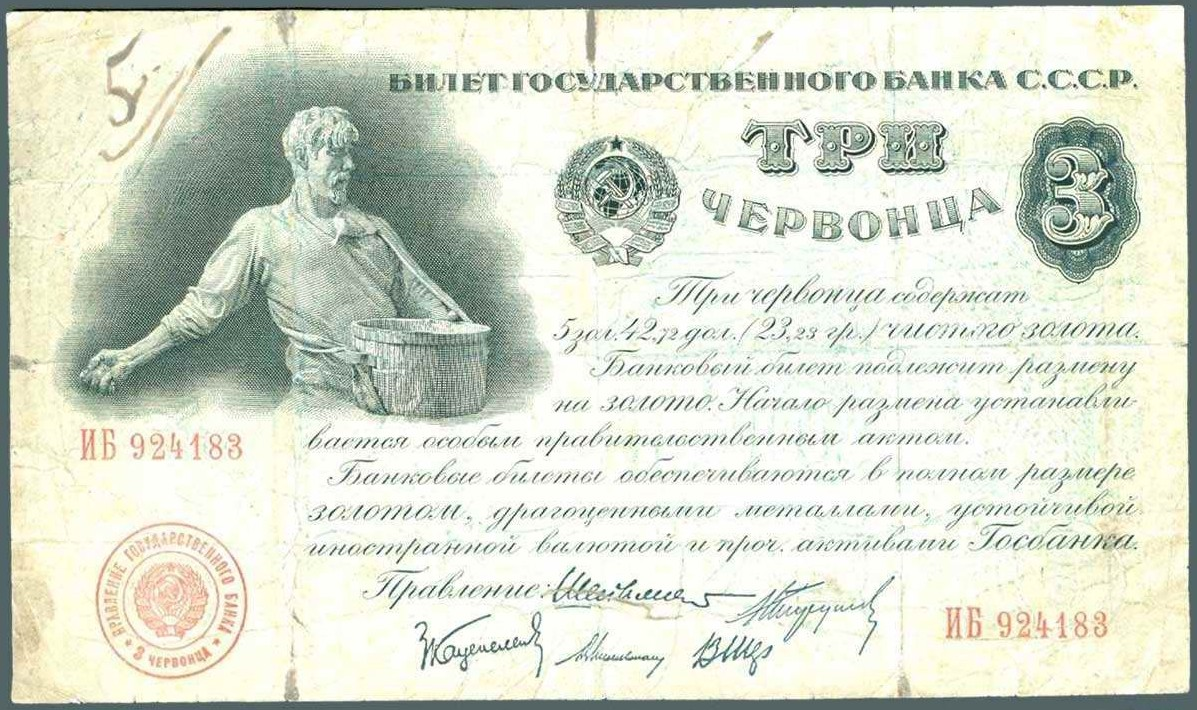
Банкнота три червонца (1924) с изображением скульптуры Шадра «Сеятель»

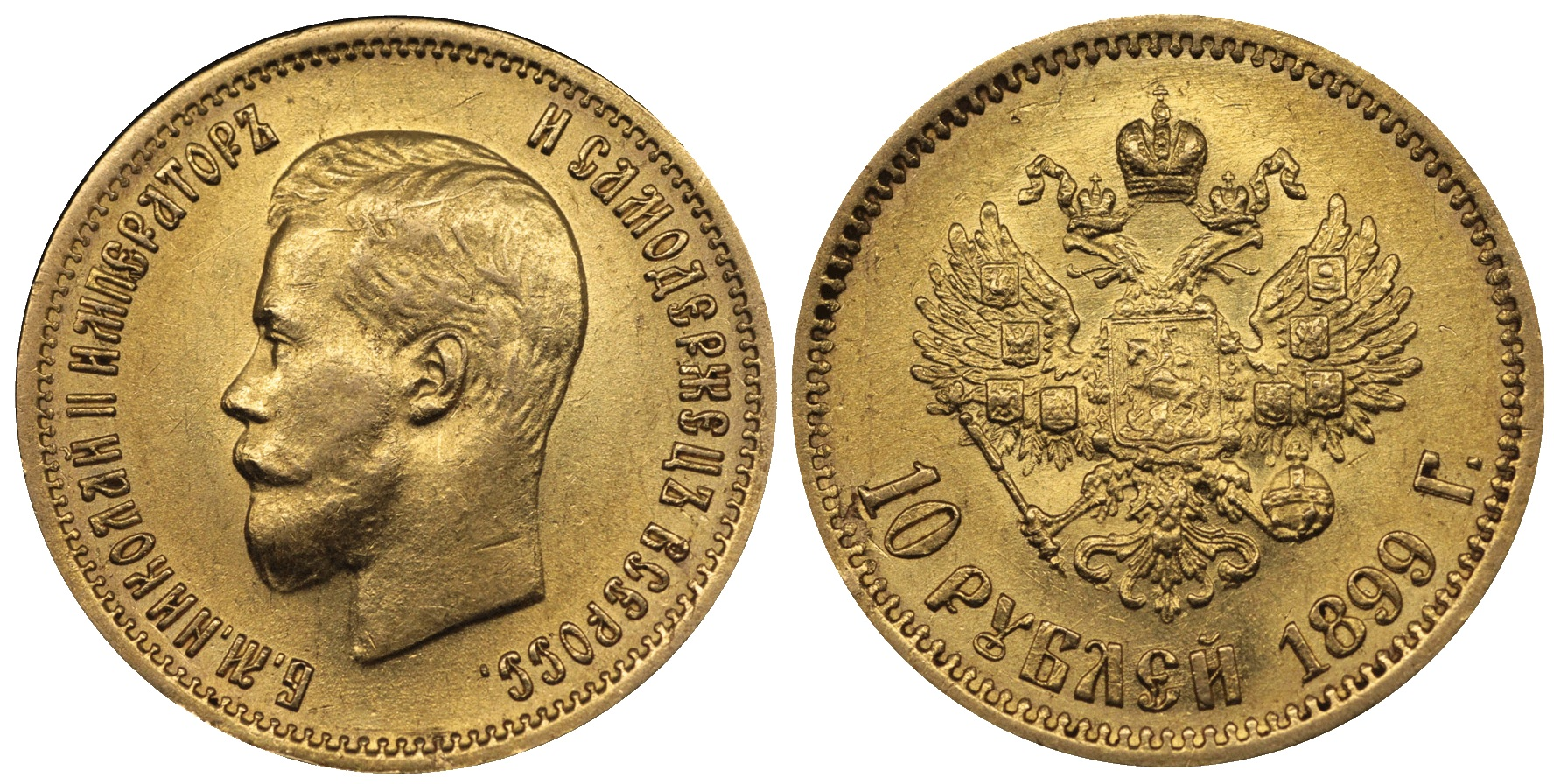
10 рублей периода правления Николая II, по стандартам которой чеканился червонец «Сеятель»

### Монета 1923 г.
Одновременно с выпуском бумажных червонцев, в октябре 1922 года было принято решение о выпуске золотых червонцев в виде монет. Требования к характеристикам монеты были ранее определены письмом производственно-коммерческого отдела валютного управления Наркомфина от 11 августа 1922 г. в адрес начальника монетного двора. Согласно документу червонец полностью соответствовал дореволюционной монете в 10 рублей: «Вес монеты равен б.монете в 10 рублей, то есть лигатурный в 2 золотника 1,6 дол.- чистого золота 1 зол.78,24 дол.». Автором эскизов стал управляющий Медальной и вспомогательными частями Mонетного двора, художник-медальер А. Ф. Васютинский. На аверсе монеты был изображён герб РСФСР; на реверсе — крестьянин-сеятель. «Распространено заблуждение, что основой для окончательного варианта монеты послужила знаменитая скульптура Ивана Дмитриевича Шадра „Сеятель“. Изображение сеятеля Щадра действительно появилось на советских деньгах — но только бумажных червонцах. Для окончательного эскиза новой советской монеты Васютинский использовал собственный сюжет, который был создан им для медали дореволюционной сельскохозяйственной выставки».. Эскиз этой работы А. Ф. Васютинского был опубликован М. И. Смирновым в 1992 году. Чеканка монеты была начата на Петроградском монетном дворе 27 августа 1923 года, одновременно с чеканкой 5- и 10-рублевой монеты царского образца. Общий тираж отчеканенной золотой монеты в 1923—1924 гг. составил 2 751 200 экз. В том числе золотых червонцев «Сеятель» было изготовлено 100 000 экземпляров.

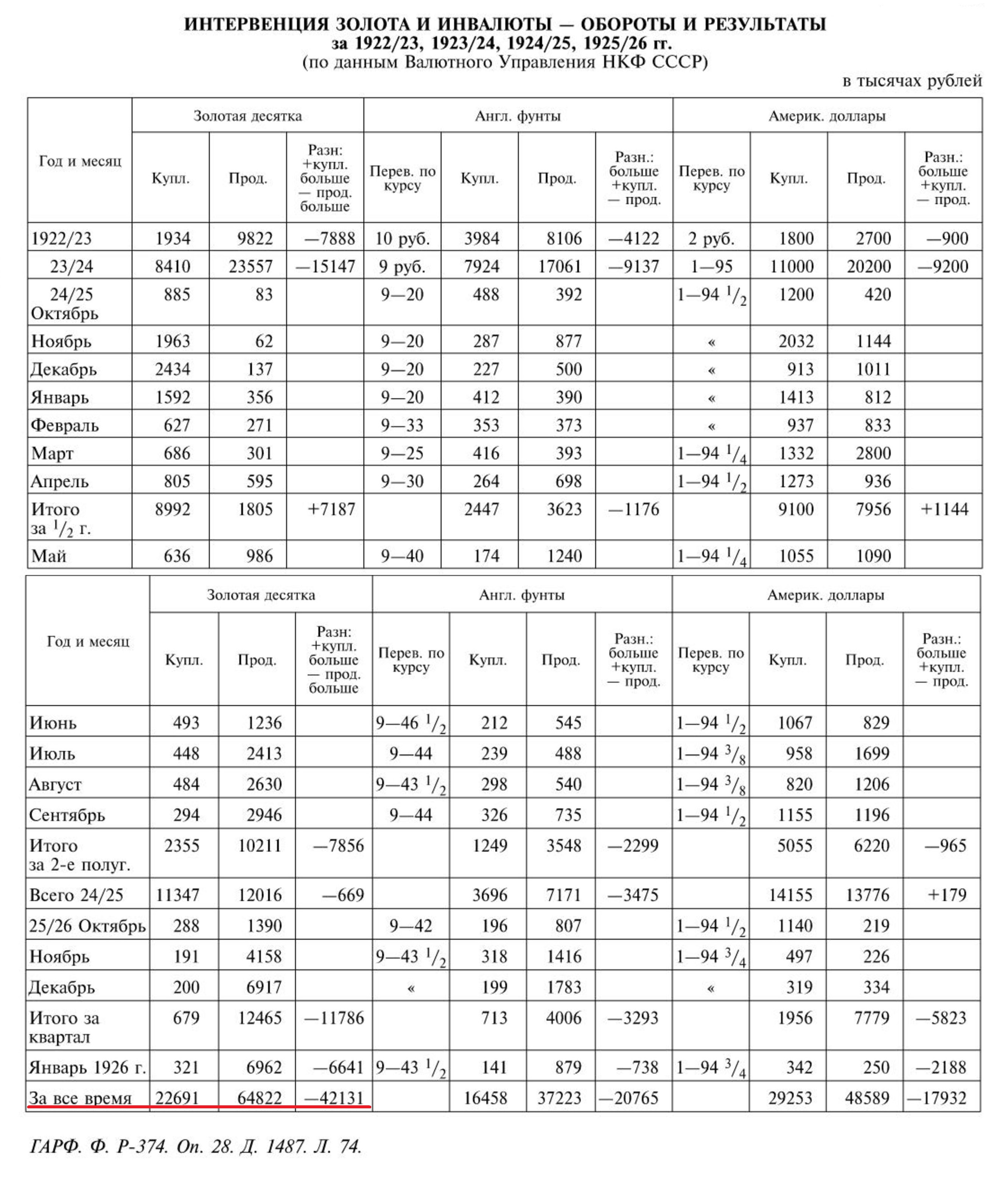
Интервенция золота и инвалюты 1922—1926 гг.

Некоторые исследователи считают, что выпуск золотой монеты был в целях ее использования для расчетов с западными странами. Однако, архивные документы эту версию не подтверждают. Чеканка была осуществлена в целях реализации мероприятий по поддержке вновь введенной валюты — червонца бумажного: «… необходимо иметь резервы для того, чтобы свободная активная часть золотого фонда могла бы в случае нужды повоевать на рынке за устойчивый паритет червонца …» «Воевать» приходилось за счет валютной и золотой интервенции на внутреннем и внешнем рынках, объем которой только по золотой монете за период с конца 1922 г. по 1926 г. по данным Валютного Управления Наркомфина превысил 64 822 000 золотых рублей. При этом золотой червонец «Сеятель» в спекулятивных сделках золотовалютной интервенции и обращении на внутреннем рынке по всей видимости не участвовал. В 1925—1926 гг. на Ленинградском монетном дворе дополнительно были отчеканены золотые монеты образца периода правления Николая II номиналом 5 и 10 рублей, на сумму 25 110 000 золотых рублей.
Прекращение чеканки золотой монеты обусловлено несколькими причинами, как внутренними, так и внешними. После стабилизации советской валюты руководство страны посчитало нецелесообразным проведение дальнейшей политики золотовалютной интервенции на внутреннем рынке и соответственно чеканку золотой монеты. К тому же, основной идеолог проводимой финансовой политики Г. Я. Сокольников в 1926 году в результате внутриполитической борьбы покинул пост Народного комиссара финансов. Кроме того, на мировом рынке повсеместно происходил отказ от расчётов в золотой монете в пользу золотых слитков и устойчивых валют (швейцарский франк, фунт стерлингов, доллар США).

### Монета 1925 г. (пробная)

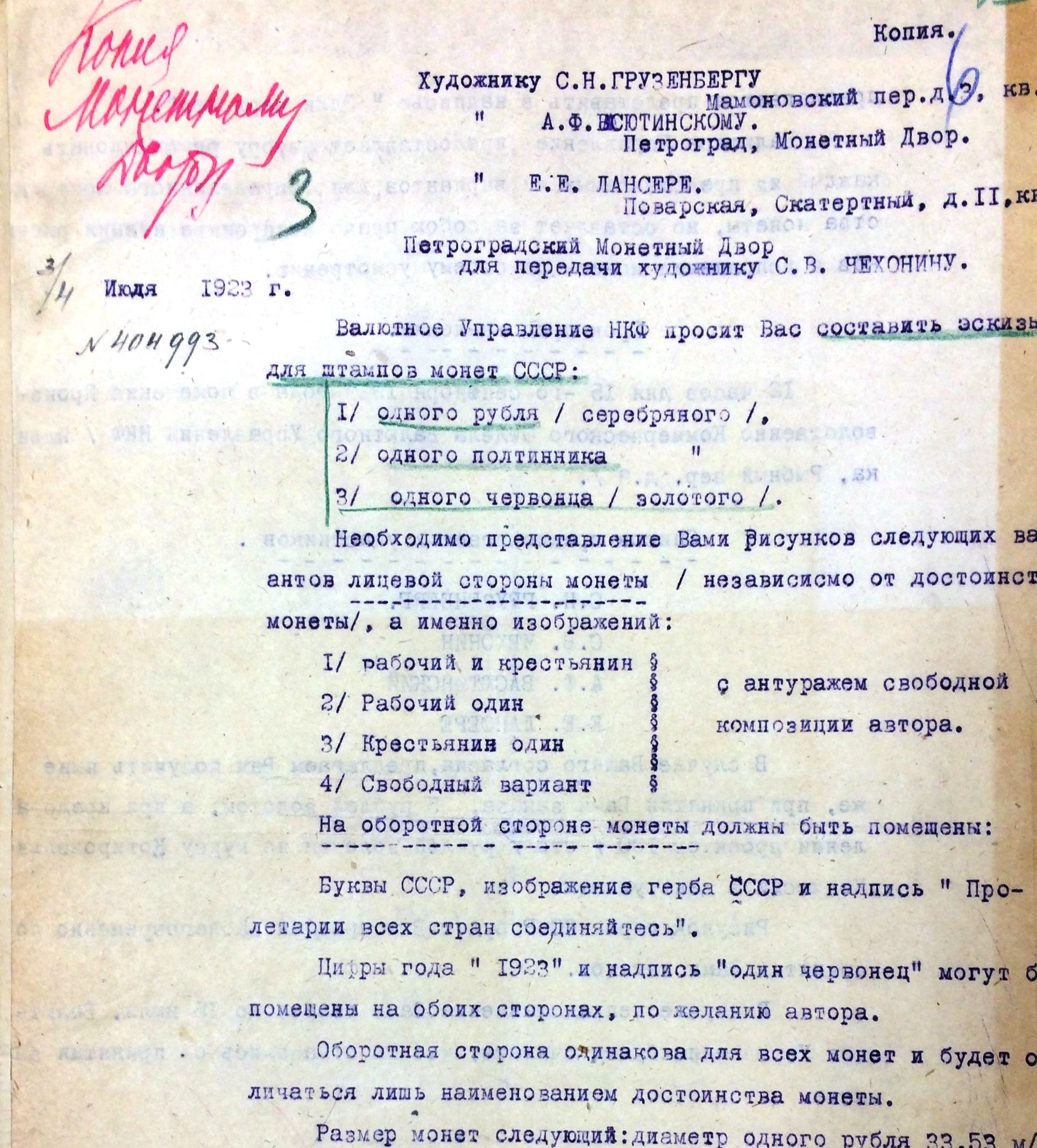
ЦГА СПб Р-1516 оп.10,д.3,л.6

После образования 30 декабря 1922 г. Союза Советских Социалистических Республик, уже в январе 1923 г. было принято решение о выпуске монет с новыми геральдическими символами, герб РСФСР необходимо было заменить гербом СССР. В июне 1923 года подготовлены технические требования к конкурсу на изготовление эскизов для новых монет, в т.ч. червонцев, а 3 июля 1923 г. участникам, художникам-медальерам направлено Отношение за №404993: «Художнику: С.Н.Грузенбергу […] А.Ф.Васютинскому […] Е.Е.Лансере […] С.В.Чехонину. Валютное Управление НКФ просит Вас составить эскизы для штампов монет СССР: 1/одного рубля /серебряного/, 2/одного полтинника 3/одного червонца /золотого/. Необходимо представление Вами рисунков следующих вариантов лицевой стороны монеты /независимо от достоинства монеты/, а именно изображений: 1/рабочий и крестьянин 2/рабочий один 3/крестьянин один 4/свободный вариант. На оборотной стороне монеты должны быть помещены: Буквы СССР, изображение герба СССР и надпись «Пролетарии всех стран соединяйтесь» […] Срок представления 12 часов дня 15-го сентября 1923 года […]». 
22 ноября 1923 г. в адрес Монетного двора поступает письмо Валютного Управления Наркомфина об утверждении эскизов художника С.Н.Грузенберга: «Валютное Управление настоящим препровождает Вам утвержденное Народным Комиссаром Финансов Г.Я.Сокольниковым 13 ноября с.г.: 1/фотографические снимки рельефов новой российской монеты, а именно:[…] в/Золотой монеты в 1 червонец с изображением на лицевой стороне крестьянина, идущего по полю со снопом колосьев». Однако утвержденные эскизы встречают довольно негативную реакцию со стороны руководства Монетного двора, в т.ч. А.Ф. Васютинского. Для решения разногласий 27 ноября 1923 года проводится заседание Заводоуправления Монетного двора с участием С.Н.Грузенберга и двух заместителей начальника Валютного Управления Наркомфина: М.Я.Лазерсона и Р.Я.Карклина. В итоге, согласно Протоколу заседания, большинством голосов (против проголосовал только М.Я.Лазерсон) эскизы одного рубля и одного полтинника утверждаются в редакции С.Н.Грузенберга с определёнными доработками. Что касается червонца, то Монетному двору было предложено изготовить в срочном порядке гипсовую копию с гербом СССР, оставив на второй стороне изображение с монеты чекана 1923 года 1 червонец, т.е. «Сеятеля».
В дальнейшем в 1924-1925 гг. были проведены  подготовительные мероприятия для чеканки червонца нового образца, в т.ч. подготовлен инструмент и выделено золото. Однако, по неизвестным причинам массовое изготовление этого варианта так и не было реализовано. Выпущены только пробные экземпляры, датированные 1925 г. и имеющие исключительную редкость. Одна монета изготовлена в медном исполнении и 5 экземпляров в золоте. Два экземпляра в золотом исполнении хранятся в музее ГМИИ. Остальные три - в собрании Гознака, в том числе один представлен в Музее истории денег, расположенном в здании Аннинского кавальера на территории Петропавловской крепости. Кроме того, в Эрмитаже и музее Санкт-Петербургского монетного двора хранятся односторонние оттиски в латуни. 12 апреля 2008 в Москве на аукционе «Коллекционные русские монеты и медали» медный червонец сеятель из коллекции Б. Е. Быховского ушёл с молотка за рекордные 5 миллионов рублей (при стартовой цене 1 млн руб).

### Новодел 1975—1982 гг.

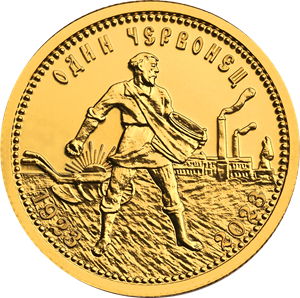
Золотой червонец (к 100-летию выпуска червонца РСФСР), 2023 год

В 1975 году Госбанк СССР возобновил чеканку «Сеятеля». Первоначально было выпущено 250 000 новодельных монет, с 1976 по 1982 год ежегодно выпускалось по 1 млн золотых монет, все в качестве анциркулейтед. Кроме того, в 1980 году к Московской олимпиаде выпустили 100 000 монет повышенного качества (пруф). Чеканка производилась Московским и Ленинградским монетными дворами, обозначение монетного двора — на гурте (соответственно «ММД» и «ЛМД»).

### Золотой червонец в Российской Федерации
После распада СССР золотые червонцы 1975—1982 годов продолжали оставаться платёжным средством. После деноминации 1998 года, с 1 января 1999 года по решению Банка России золотые червонцы утратили статус валюты Российской Федерации, однако в 2001 году Совет директоров регулятора принял решение о возобновлении обращения золотых червонцев 1975—1982 годов в качестве законного платёжного средства.
В настоящее время золотая монета Червонец («Сеятель») является одной из четырёх основных инвестиционных монет Банка России, наряду с серебряным «Соболем», серебряным и золотым «Георгием Победоносцем». Банк России устанавливает официальные отпускные цены ежесуточно. Рыночная цена монеты на июль 2014 года составляла 17 100 рублей, на ноябрь 2018-го — 23 600 рублей.
В 2023 году выпущена золотая монета 10 рублей "100 лет советскому червонцу". 

## См. также

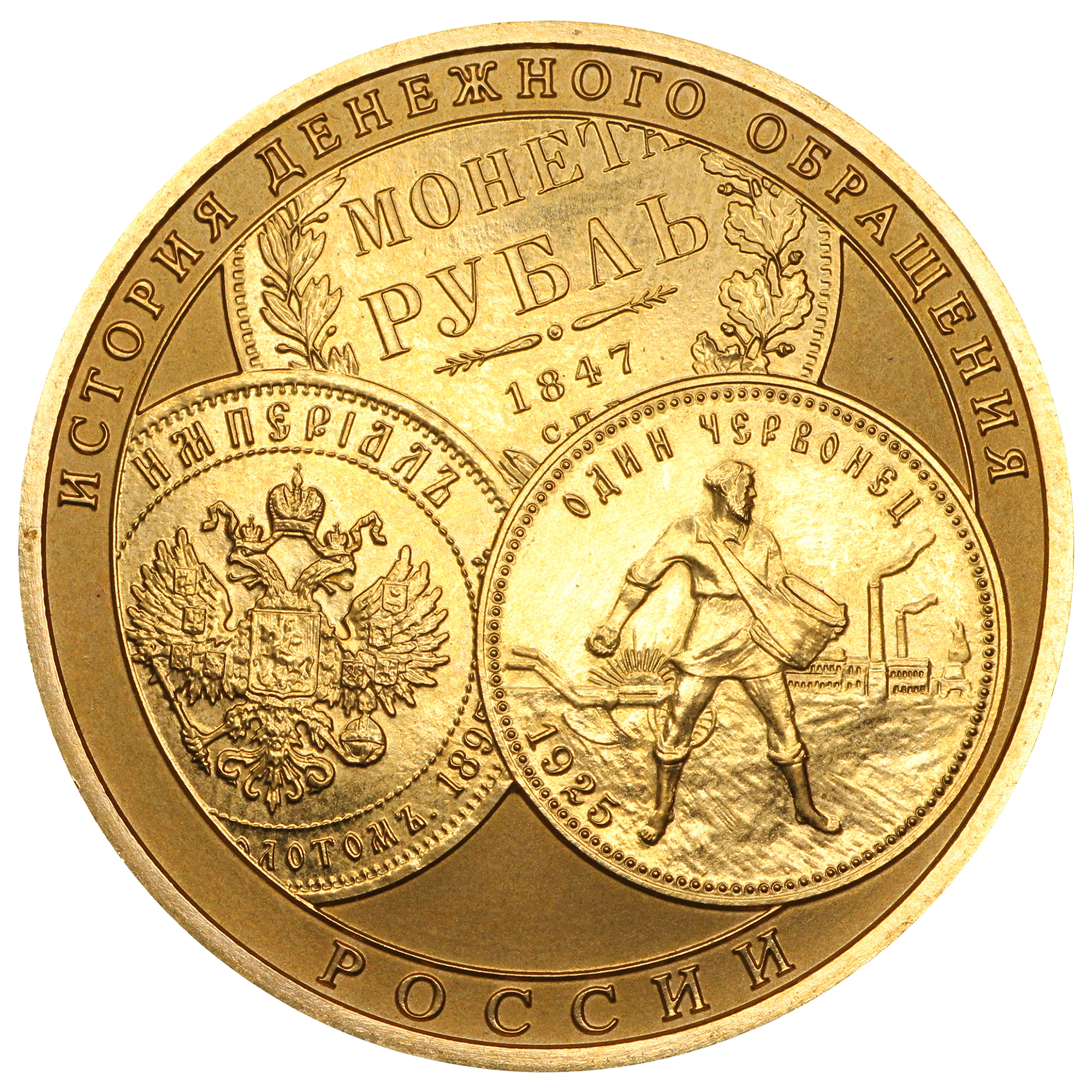
Золотая памятная монета 100 рублей серии «Денежное обращение: История денежного обращения России», 2009

## Сводная таблица выпусков золотого червонца
| Год выпуска | Каталожный номер | Вид монеты, качество чекана | Тираж по разным источникам   | Тираж по разным источникам   | Тираж по разным источникам   | Аверс и реверс |
| ----------- | ---------------- | --------------------------- | ---------------------------- | ---------------------------- | ---------------------------- | -------------- |
| 1923-1924   | 3213-0001        | торговая, UNC               | 100 000.                     | 100 000.                     | 100 000.                     |                |
| 1925        | —                | торговая (проект), UNC      | выпуск монеты не осуществлён | выпуск монеты не осуществлён | выпуск монеты не осуществлён |                |
| 1975-1982   | —                | монеты-новоделы             | 7 350 000                    | 6 665 000                    | 6 750 000                    | —              |
| 1975        | 3213-0002        | инвестиционная, UNC         | 250 000                      | 250 000                      | 250 000                      |                |
| 1976        | 3213-0003        | инвестиционная, UNC         | 1 000 000                    | 1 000 000                    | 1 000 000                    |                |
| 1977        | 3213-0004        | инвестиционная, UNC         | 1 000 000                    | 2 000 000                    | 2 000 000                    |                |
| 1978        | 3213-0005        | инвестиционная, UNC         | 1 000 000                    | 350 000                      | 350 000                      |                |
| 1979        | 3213-0006        | инвестиционная, UNC         | 1 000 000                    | 1 000 000                    | 1 000 000                    |                |
| 1980        | 3213-0007        | инвестиционная, UNC         | 1 000 000                    | 900 000                      | 1 000 000                    |                |
| 1980        | 3213-0008        | памятная, proof             | 100 000                      | 100 000                      | 100 000                      |                |
| 1981        | 3213-0009        | инвестиционная, UNC         | 1 000 000                    | 1 000 000                    | 1 000 000                    |                |
| 1982        | 3213-0010        | инвестиционная, UNC         | 1 000 000                    | 65 000                       | 50 000                       |                |